# Polcenigo
Polcenigo là một đô thị ở tỉnh Pordenone trong vùng Friuli-Venezia Giulia, có cự ly khoảng 110 km về phía tây bắc của Trieste và khoảng 14 km về phía tây bắc của Pordenone. Tại thời điểm ngày 31 tháng 12 năm 2004, đô thị này có dân số 3.205 người và diện tích là 49,2 km².
Đô thị Polcenigo có các frazioni (các đơn vị cấp dưới, chủ yếu là các làng) Mezzomonte, San Giovanni, Range, Coltura, và Gorgazzo.
Polcenigo giáp các đô thị: Budoia, Caneva, Fontanafredda, Tambre.